# محوطه تازه
محوطه تازه مربوط به دوران‌های تاریخی پس از اسلام است و در شهرستان رضوانشهر، بخش مرکزی، روستای انگولش واقع شده و این اثر در تاریخ ۲۷ بهمن ۱۳۸۲ با شمارهٔ ثبت ۱۰۹۴۳ به‌عنوان یکی از آثار ملی ایران به ثبت رسیده است.